# Bertil Högbom
Arvid Bertil Högbom, född 31 augusti 1888 i Uppsala, död 25 september 1962 i Danderyds församling, var en svensk geolog och företagsledare.
Bertil Högbom var son till Arvid Högbom och bror till Ivar Högbom. Efter mogenhetsexamen i Uppsala 1907 studerade han vid Uppsala universitet, blev 1910 filosofie magister, 1913 filosofie licentiat och 1914 filosofie doktor där. Åren 1914–1918 var han anställd hos A. Johnson & co. i Stockholm, 1918–1923 var han direktör för AB Nordsvenska malmfält och anställdes 1923 i Grängesbergsbolaget, från 1925 som dess representant i Berlin och direktör för Schwedenerz G. m. b. H.. Högboms skrifter behandlade huvudsakligen geologiska, geografiska och ekonomiska ämnen. Som ung student 1908 deltog han i Gerard De Geers expedition till Spetsbergen för insamling av fossil och 1910 och 1911 expeditioner för undersökning av samma ögrupps kolförekomster. Åren 1911–1912 färdades Högbom i Siam där han ägnade sig åt vetenskaplig och praktisk geologi, beskrivningar därifrån utgavs 1914 under titeln Färder i Siam. År 1912 undersökte han kolförekomster i Uralbergen och 1913 kompletterade han i de skandinaviska högfjällen det material av iakttagelser rörande frostens verkningar och flytjordsfenomenen, som han tidigare studerat på Svalbard, information som sedan kom att användas för doktorsavhandlingen Über die geologische Bedeutung des Frostes. Under sina arbeten i Lappland upptäckte Högbom huvudtillgångarna av järnmalm inom Masugnsbyfälten och den även betydande järnmalmsförekomsten Vieto väst om Kiruna. Bertil Högbom är begravd på Uppsala gamla kyrkogård.